# 埃爾 (北歐神話)
埃爾（Eir），她名字的意義是「仁慈」。埃爾是阿薩神族中的一名女神，也是女神弗麗嘉（Frigg）的侍女之一。她負責掌管醫療，號稱最好的醫生，尤其擅長草藥，甚至有使人復活的能力。埃爾據說也是女武神之一。
埃爾除了會治療身體的傷，她也能治療心理和感情。她只將這些醫療的技藝傳授給女子，所以在古代北歐，醫療是女子的工作。